# Lucrezia Borgia (1922)
Lucrezia Borgia ist ein deutscher Historien- und Stummfilm aus dem Jahre 1922. Unter der Regie von Richard Oswald spielen Liane Haid (in der Titelrolle), Conrad Veidt und Albert Bassermann die Hauptrollen.

## Handlung
Der Film behandelt sehr frei nach historischen Motiven das tragische Liebesleben der Lucrezia Borgia – mit allen Ingredienzen eines umfassenden Dramas: vom Giftmord über den Treueverrat bis zu tödlich endenden Duellen. 
In dieser Geschichte von Rache und Eifersucht, Machtgier und Hass steht der skrupellose Cesare Borgia im Mittelpunkt des Geschehens. Er verzehrt sich nach der (verbotenen) Liebe zu seiner Schwester Lucrezia und räumt alle aus dem Weg, die zwischen ihr und ihm stehen könnten. Viele Männer, die Lucrezia nahestehen, sind von seinem Zorn und Zerstörungswillen betroffen. Da ist beispielsweise Alfonso von Aragon, der Geliebte Lucrezias. Cesares von Hass geprägter Leidenschaft fallen jedoch zunächst der eigene Bruder Juan Borgia sowie das einfache Mädchen Naomi zum Opfer. Dann ermordet er schließlich auch Alfonso. 
Cesare Borgias Methoden sind perfide und hinterhältig, ihm zu Diensten sind die drei willfährigen Lakaien Micheletto, Sebastiano und Ludovico. Borgia lässt sich beispielsweise einen Gefangenen herbeiführen, den er einen mutmaßlichen Schierlingsbecher leeren lässt, um Informationen über den Verbleib des angeblichen Ketzers Savonarola zu erhalten. Doch Cesare überspannt den Bogen, sodass selbst sein Vater, der Papst, sich von ihm abwendet.
Als Lucrezia zu nächtlicher Stunde zum Papst eilt und ihm von Cesares Mordtaten berichtet, hat dieser Mühe, sie von Tätlichkeiten gegen Cesare abzuhalten. Der Kirchenfürst will es zunächst nicht glauben, dass Cesare sowohl seinen eigenen Bruder als auch Lucrezias Ehemann Alfonso ermordete. Cesare wehrt sich halbherzig, Letzterer sei ein Verräter gewesen. Der Papst im Nachtgewand erhebt sein Kreuz, das er stets mit sich trägt, und spricht einen Bannfluch gegen seinen Sohn aus. Doch selbst dieser kann Borgia nicht stoppen, denn kaum hat Papst Alexander das Geschwisterpaar verlassen, fleht Cesare Lucrezia erneut an, bei ihm zu bleiben. Angewidert wendet sie sich von ihm ab. Der Zurückgewiesene verfolgt Lucrezia bis zur Burg der Sforzas. Dort kommt es zum Zweikampf mit Giovanni Sforza, dem früheren Gatten Lucrezias, in dessen Verlauf Cesare und sein Gegner fallen.

## Produktionsnotizen
Nach dem großen Kassenerfolg von Lady Hamilton entschloss sich Oswald im Jahr darauf zu einem weiteren Monumentalfilm mit historischem Bezug. Er verpflichtete sein Lady-Hamilton-Liebespaar Haid und Veidt und engagierte darüber hinaus eine Fülle von angesehenen Schauspielern in weiteren tragenden Rollen. Wie schon Lady Hamilton war auch Lucrezia Borgia sehr teuer in der Herstellung – Kosten, die bei diesem wie bei anderen deutschen Filmen der frühen 1920er Jahre besonders durch den inflationsbedingten Wertverlust der Reichsmark bedingt waren.
Gedreht wurde von April bis Juli 1922. In einem Drehbericht vom 17. Juni 1922 heißt es im Film-Kurier: „Von Robert Neppach ist eine Burg erbaut worden, die eines der machtvollsten Filmbauwerke der letzten Zeit darstellt. Von dem Turm in der Mitte weht das Banner der Sforza, auf den Zinnen rechts und links vom Turm drängen sich Soldaten, den Ansturm der Söldner des Borgia erwartend. Und nun beginnt der Sturm. Zunächst wird die Reiterei eingesetzt. Mit den Regeln der Strategie steht diese Regieanordnung nicht in Einklang, aber immerhin ist das Bild, das auf diese Weise gewonnen wird, von starkem, malerischen Reiz. Dahinter das Fußvolk, wie ein Körper, der von einem Willen gelenkt wird, vom Willen Cäsare Borgias (Conrad Veidt), der inmitten der Schlacht mit der ehernen Ruhe des Feldherrn von Geblüt unbeweglich von erhöhtem Standort aus den Gang des Kampfes verfolgt. Aber mit so großer Wucht seine Söldner auch anrennen, die Truppen Sforzas weisen ihren Ansturm ab. In regellosem Durcheinander fluten die Truppen Cäsares zurück, zahlreiche Tote auf der Schlachtstätte lassend. Verzweifelt schwenkt Sebastiano, Borgias Gefährte (Heinrich George), die Fahne. Die Soldaten sind nur von einem Trieb beseelt: den mörderischen Geschossen der Mannen des Sforza zu entfliehen. Wohl sind auch von den Verteidigern der Burg viele durch die Geschosse der Gegner von den Zinnen der Burg heruntergeschossen worden (was sehr geschickt durch ausgestopfte Puppen markiert wird), aber dieses Mal ist der feindliche Ansturm noch siegreich abgewehrt. Die ganze Szene war eine virtuose Regieleistung Richard Oswalds. Er zeigte darin, daß er das Instrument, das die Masse für einen Regisseur darstellt, mit überlegener Technik zu meistern weiß.“ Die enormen Bauten entstanden auf dem UFA-Freigelände in Berlin-Tempelhof. Bei den Dreharbeiten waren u. a. Reichsinnenminister Adolf Köster, Reichstagspräsident Paul Löbe und der russische Dichter Maxim Gorki anwesend.
Lucrezia Borgia passierte am 6. Oktober 1922 die Filmzensur und wurde mit Jugendverbot belegt. Die Uraufführung des sehr langen – sieben Akte auf 3286 Meter, das entspricht im Original etwa zwei Stunden – Films erfolgte exakt ein Jahr nach Lady Hamilton, am 20. Oktober 1922, in den Richard-Oswald-Lichtspielen.
Dem Film zugrunde lagen ein Roman von Harry Scheff sowie Aufzeichnungen von Johannes Burckhard, genannt Burcadus, und Ferdinand Gregorovius. Die Filmbauten wurden von Robert Neppach entworfen und von Botho Höfer umgesetzt.

## Kritiken
Oskar Kalbus’ Vom Werden deutscher Filmkunst befand: „Daß der Regisseur Richard Oswald mit den geschichtlichen Tatsachen seiner Stoffe ganze Arbeit zu machen pflegte und sie rücksichtslos seinem Gestaltungswillen unterordnete, sie zusammenfaßte, umschichtete und änderte, erwies schon seine Lady Hamilton. Soweit dieses freie Schalten mit der Historie der Einheitlichkeit des Bildes zugute kommt, wird man es als dichterische Freiheit gelten lassen, auch in der Lukrezia Borgia (1922), wo sich der geschichtliche Ablauf der Dinge recht kräftige Eingriffe gefallen lassen mußte. Der Filmdichter Oswald hat hier das Verhältnis der Personen zueinander ad usum Delphini verändert und dadurch dem von Hause aus grausigen Stoff viel Gift entzogen […] In allem übrigen aber ist das Manuskript in Bildern gedichtet, gleichsam aus schöpferischer Vision geboren und mit einer Vollkommenheit gestaltet, die auf die Höhen großer Bildkunst führt.“
In Heinrich Fraenkels Unsterblicher Film heißt es: „Die Mobilisierung der Massen wurde in der Zeit des Monumentalfilms oft genug Selbstzweck. Mochte der Stoff, wie in dem Oswaldt-Film Lucrezia Borgia, noch so dünn sein, an Publikumswirksamkeit gewann er durch das riesige, historisch getreue Massenaufgebot der darin zur Entfaltung gebrachten, wohlkostümierten und stilgerecht bewaffneten Komparsen“.
Lucrezia Borgia schmückt all die Intrigen, Gräuel und inzestuösen Begebenheiten im Florenz der Cesare-Borgia-Herrschaft drastisch aus. Oswald zeigt einen Kampf zwischen der Schönen (erneut von Liane Haid gespielt) und dem mächtigen Biest (das Conrad Veidt gibt). Die ohnmächtige Frau, die dies nicht länger sein will, ist dabei Objekt der Machenschaften ihres familiären Umfeldes. Aus dem kann sie sich schließlich nur noch befreien, indem sie den Kopf Cesares fordert. Oswald inszeniert dies in den auf dem Ufa-Freigelände in Berlin aufwändig nachgebauten Florenz, Pesaro oder Neapel. Er dirigiert Statistenheere und Schlachten. Dazwischen streut er kammerspielhafte Momente des Begehrens ein.